# Замок (роман)
«За́мок» (нем. Das Schloss) — неоконченный роман Франца Кафки, опубликованный посмертно в Мюнхене.

## Сюжет
Герой романа, называемый только инициалом К., приезжает в Деревню, управляемую Замком. Сыну младшего кастеляна Замка, который пытается выставить К. из гостиницы, он говорит, что был нанят властями замка в качестве землемера и скоро приедут его помощники. Впрочем, оказывается, что вход в Замок без специального разрешения, которого нет у К., запрещён, а прибывшие некие Артур и Иеремия, которые называют себя его старыми помощниками, совершенно не знакомы К.
С помощью посыльного Варнавы и его сестры Ольги К. попадает в гостиницу для господ из Замка. Там он добивается расположения Фриды, буфетчицы и любовницы высокопоставленного чиновника Кламма. Фрида покидает место буфетчицы и становится невестой К.
К. посещает деревенского старосту. Тот говорит, что после получения из канцелярии Замка распоряжения о подготовке к прибытию К. он сразу же отослал ответ о том, что землемер Деревне не нужен, но, видимо, произошла ошибка, и его письмо попало не в тот отдел, из-за чего в канцелярии не узнали о том, что необходимости в землемере нет. Таким образом, К. не может работать по специальности, и староста предлагает ему занять место школьного сторожа. К. вынужден согласиться.
К. пытается поговорить с Кламмом и долго ожидает его у гостиницы, однако тому удаётся уйти незаметно для К. Секретарь Кламма предлагает К. пройти допрос, но К. отказывается. Тем временем К. со скандалом увольняют с места школьного сторожа, однако он не соглашается с увольнением и остаётся, уволив при этом обоих своих помощников.
Сестра Варнавы Ольга рассказывает К. историю своей семьи (её отец лишился работы и потерял репутацию после того, как её сестра Амалия отвергла непристойное предложение чиновника Сортини). Отказ Амалии и обусловил враждебное отношение многих жителей деревни к семье Варнавы. Отец семьи потерял работу, высматривал сутками чиновников на дороге к Замку, чтобы извиниться перед ними, давал взятки, а Ольге пришлось сидеть в конюшне со слугами Замка. Для Варнавы же работа посыльного (на которую он неофициально устроился) была единственным способом восстановить репутацию семьи, хоть она ему и не нравилась.
Фрида воспринимает общение с семьёй Варнавы как предательство, она решает вернуться на работу в гостиницу и берёт с собой Иеремию (он работает коридорным). Бывшие помощники К. подают на него жалобу в Замке за грубое отношение. Тем временем секретарь Кламма Эрлангер вызывает к себе на приём К., где советует тому поспособствовать возвращению Фриды на должность буфетчицы, потому что Кламм привык к ней. После разговора с Эрлангером уставший К. долго ходит по коридору, тем самым сорвав слугам раздачу документов, так как господа стеснялись выйти из своих номеров.
Пепи, которая временно заменяла Фриду в буфете, рассказывает К. свою правду на всё, то что произошло между К. и Фридой: Фрида использовала его, чтобы вернуть себе былую репутацию возлюбленной Кламма. Когда люди перестали верить в её связь с Кламмом, она ушла из трактира с К., чтобы о ней вновь заговорили. Она использовала свои связи и помощников К. с целью сократить частое пребывание Кламма в трактире. Потом хозяин заведения принял её на работу обратно, поскольку понимал, что в этом случае Кламм снова начнёт посещать трактир. К. не верит Пепи, но очень ей сочувствует. Она предлагает К. жить в комнате горничных вместе с ней и двумя её подругами. Конюх Герстекер предлагает К. работу в конюшне, явно рассчитывая с его помощью добиться чего-то от Эрлангера. Герстекер приводит К. в свой дом. На этом рукопись обрывается.

## История создания
Кафка начал работу над романом 22 января 1922 года, в день прибытия на курорт Шпиндлерув-Млин. Первые главы романа были написаны от первого лица и позже переправлены автором. Кафка говорил своему другу Максу Броду, что герой романа К. останется в Деревне до смерти, и, находясь при смерти, получит от Замка сообщение, что до этого находился в Деревне нелегально, но теперь ему наконец даётся разрешение на проживание и работу в ней. 11 сентября 1922 года Кафка в письме Броду сообщил, что прекращает работу над романом и не собирается возвращаться к нему.
Несмотря на то, что Кафка завещал уничтожить все свои рукописи, Брод не сделал этого, и в 1926 году «Замок» впервые был опубликован издателем Куртом Вольфом из Мюнхена.

## Персонажи романа
- К. — землемер, «человек лет тридцати».

### Жители Деревни

#### Семья старосты
- Сельский староста — приветливый, «гладковыбритый толстяк».
- Мицци — жена старосты, «тихая женщина, больше похожая на тень».

#### Семья трактирщика(трактир «У моста»)
- Ханс — трактирщик, хозяин трактира «У моста», бывший конюх.
- Гардена — трактирщица (трактир «У моста»), в прошлом возлюбленная Кламма.

#### Семья Варнавы/Барнабаса
- Варнава/Барнабас — посыльный.
- Ольга — старшая сестра Варнавы.
- Амалия — младшая сестра Варнавы.
- отец и мать

#### Другие жители
- Артур — новый помощник К.
- Иеремия — новый помощник К.
- Фрида — невеста К., буфетчица в трактире «Господское подворье», любовница Кламма.
- Учитель — маленький, узкоплечий, держится прямо, но не производит смешное впечатление. У маленького учителя был весьма внушительный вид.
- Гизза — учительница
- Лаземан (Бухель) — кожевник.
- Отто Брунсвик — сапожник, зять Лаземана.
- Ханс — ученик четвёртого класса, сын Отто Брунсвика
- Герстекер — возница, «малорослый хромой человечек с измождённым, красным, слезящимся лицом».
- Шварцер — сын младшего кастеляна, пренебрёгший правом жить в Замке из-за безответной любви к деревенской учительнице. Молодой человек имел «лицо актёра, узкие глаза и густые брови».
- Трактирщик (трактир «Господское подворье»)

### Жители Замка графа Вествеста
- Кламм (Дупль) — начальник Х канцелярии.
- Эрлангер — один из первых секретарей Кламма.
- Мом — секретарь Кламма и Валлабене по Деревне
- Галатер — чиновник, приславший к К. Иеремию и Артура; «весьма неподвижный мужчина».
- Фриц — младший кастелян.
- Сордини — чиновник, итальянец, известен в Деревне как необычайно деятельный человек.
- Сортини — чиновник, предложение которого яростно отвергла Амалия.
- Бюргель — секретарь некоего Фридриха; «маленький, благообразный господинчик».

## Издания

### На языке оригинала
- Kafka F. Das Schloss. — München, 1926.
Первое издание, осуществлённое Максом Бродом, рукопись воспроизводилась не полностью.
- Kafka F. Das Schloss / Hrsg. von M. Pasley. — Frankfurt/Main, 1982.
Издание в двух томах, полный текст рукописи.

### На русском языке
- Кафка Ф. Замок // Иностранная литература. — 1988. — № 1—3. (Пер. с нем. Р. Я. Райт-Ковалёвой)
- Кафка Ф. Замок // Нева. — 1988. — № 1-4. (Пер. с нем. Г. Ноткина)
- Кафка Ф. Избранное: Сборник: Пер. с нем. / Сост. Е. Кацевой; предисл. Д. Затонского. — М.: Радуга, 1989. — 576 с. — ISBN 5-05-002394-7. — (Мастера современной прозы).
- Кафка Ф. Замок / Пер. с нем. Р. Я. Райт-Ковалёвой; издание подготовили: А. В. Гулыга [отв. ред., авт. послесловия и примечаний] и Р. Я. Райт-Ковалёва. — М.: Наука, 1990. — 222 с. — ISBN 5-02-012742-6. — (Литературные памятники).
- Замок : [роман] / Франц Кафка ; [пер. с нем. Р.Я. Райт-Ковалёвой]. — Москва : Издательство Аст,2022.-384с.-(эсклюзивная классика).

## Постановки и экранизации
- «Замок» (ФРГ, 1968; реж. Рудольф Нольте, в роли К. Максимилиан Шелл)
- «Замок» (Финляндия, 1986; реж. Яакко Паккасвирта[англ.], в роли К. Карл-Кристиан Рудман)
- «Замок» (Польша, 1989; телеспектакль, реж. Марек Гжесиньский[пол.], в роли К. Пётр Байор)[3]
- «Замок» (Грузия, 1990; реж. Дато Джанелидзе, в роли К. Карл-Хейнц Беккер)
- Биографический фильм «Кафка» (1991) Стивена Содерберга заимствует некоторые сюжетные ходы романа.
- «Замок» (Россия, 1994; реж. Алексей Балабанов, в роли К. Николай Стоцкий)
- «Замок» (Австрия, 1997; реж. Михаэль Ханеке, в роли К. Ульрих Мюэ)
- «Замок» — спектакль Юрия Любимова 2008 года в Театре на Таганке[4].
- «Замок» (Россия, 2016; реж. Константин Селиверстов, в роли К. Антон Шварц)[5]

## В видеоиграх
Grasshopper Manufacture и лично генеральный директор Суда Гоити анонсировали видеоигру, базирующуюся на сюжете «Замка», под названием «Кураями» (Kurayami); на июль 2008 года было известно, что целевой платформой является Sony PlayStation 3, жанр игры - Action-adventure. В итоге, игра так и не была издана.